# Mešita Müftü
Mešita Müftü (turecky Müftü Camisi) je historická mešita v Mersinu v Turecku.
Mešita se nachází na východě řeky Efrenk, známé také jako řeka Müftü, jak se jí začalo říkat podle mešity. Mešitu nechal v roce 1884 vystavět Müfti Emin. Müftü (Mufti) je islámský učenec, který prezentuje a zastává islámská práva a povinnosti a je oprávněn pod svým jménem vést soud. Původně na severovýchodní straně mešity stála madrasa (škola). Budova s koránem byla postavena na západ od hlavní budovy.
Na výstavbu mešity bylo použito kvádříkové zdivo a střecha je ze dřeva. Hlavní brána na nádvoří je na východě. Další brány jsou na severu. Šardivan (fontána) se nachází také na severu a samostatný minaret se nachází na severovýchodě od hlavní budovy. V pohřební části na východě areálu se nachází tři hrobky.
Madrase již dnes neexistuje a spousta originálních děl je ztraceno. Mešita a budova s koránem byly v roce 2007 zrestaurovány. Budova s koránem byla kdysi používána jako pracovna Müftüho.